# Framstegspartiet (Sverige)
Framstegspartiet var ett svenskt högerpopulistiskt parti, som bildades 1968 ur resterna av Medborgerlig samling (MbS) och Samling för Framsteg. Dessa två partier utgjorde ursprungligen försök till borgerlig samverkan och hade sin huvudsakliga bas i Skåne. Man såg sig som en svensk motsvarighet till Fremskrittspartiet / Framstegspartiet i Norge och Fremskridtspartiet i Danmark.
Under 1980-talet utvecklades partiet i främlingsfientlig riktning. År 1986 upphörde partiet på riksnivå då man gick samman med Bevara Sverige Svenskt och bildade Sverigepartiet, ett samarbete som senare avslutades. Tidigare framstegspartister deltog i stället vid grundandet av Sverigedemokraterna 1988. I enstaka kommuner levde dock Framstegspartiet kvar till mitten av 2000-talet.

## Etablering
Partiet grundades under ledning av den före detta riksdagsmannen Bertil Rubin, som tidigare hade varit verksam inom Centerpartiet. Målsättningen var till en början att ställa upp en bred satsning inför lokalvalen 1970, men på grund av brist på finansiering blev den faktiska satsningen tämligen blygsam. Detta ledde till en betydande åderlåtning av organisationen.
Man hade emellertid lyckats ta vissa lokala mandat och en del lokalavdelningar fortsatte sin verksamhet, till exempel i Motala och i Stockholm, under ledning av Stefan Herrmann. Partiorganisationen blev dock aldrig stabil och plågades av interna stridigheter och avhopp. Partiet drev huvudsakligen frågor som skattesänkning och krav på billigare alkohol. Från och med 1980-talets början blev dock invandringsfrågan allt viktigare och i synnerhet Stockholmsavdelningen med Stefan Herrmann intog en kritisk ståndpunkt. 

## Splittring

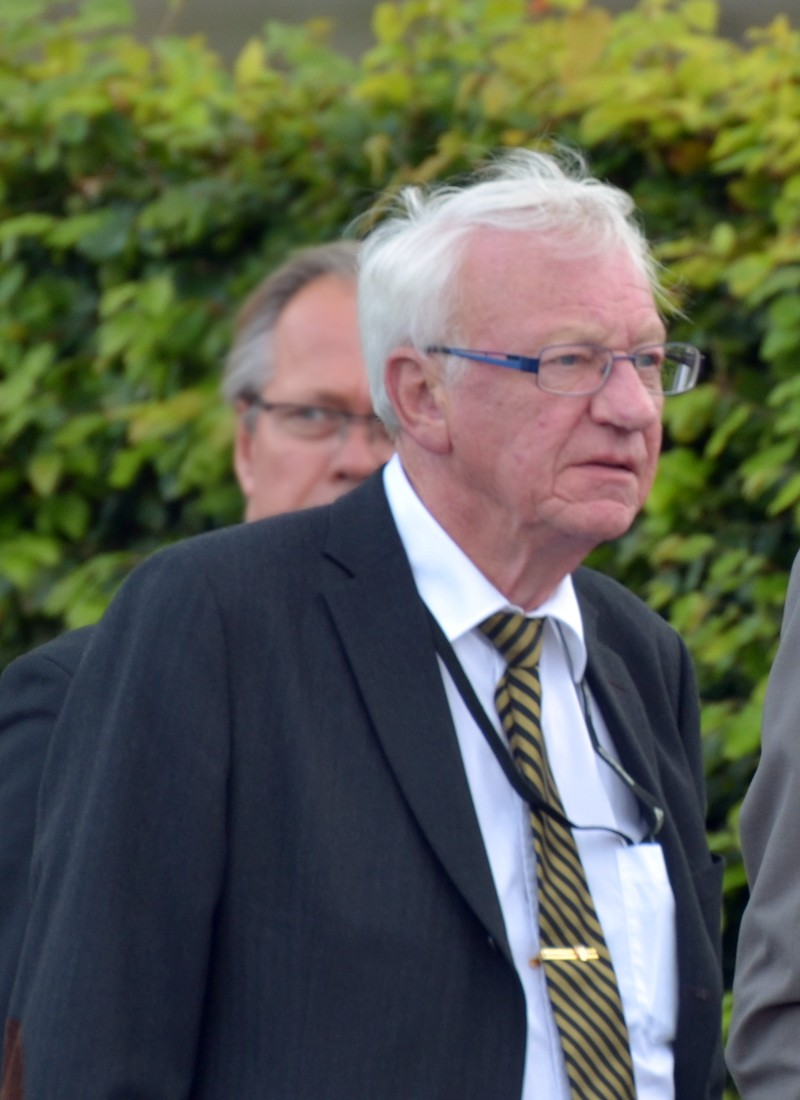
Tony Wiklander

Ändringen av inriktning ledde till ännu större interna spänningar, vilket slutade med att gruppen kring Herrmann lämnade Framstegspartiet och istället bildade Sverigepartiet.
Återstoden av partiet samlade sig inför valet 1985 kring Tony Wiklander, en etablerad kommunpolitiker i Åstorp som hoppat av från VPK och tidigare från Socialdemokraterna och som drev ett lokalt parti, Löntagarepartiet. Tillsammans med ytterligare lokala partier med främsta bas i Skåne kom Framstegspartiet att fortsätta driva verksamhet, med viss framgång på det lokala planet i olika kommuner. 
Kommunal representation erhölls i Motala 1985–1988, Åstorp 1985–2002, Bjuv 1988–2006, Helsingborg 1991–1994 och Landskrona 1994–2002.

## Avveckling
I riksdagsvalet 1991 ställde Ny demokrati upp med en snarlik politik, vilket ledde till att Framstegspartiets huvudsaklige finansiär Carl Lundström slutade stödja verksamheten. Helsingborgsavdelningen omformades först till Svensk Samling för att uppgå i Sverigedemokraterna 1998. Inför valet 1998 anslöt sig Framstegspartiet avledning i Älvkarleby till Sverigedemokraterna, en avdelning som fått ett av FrP:s få mandat. Älvkarleby-avdelningen låg då i bråk med Tony Wiklander om vem som var vald partiledare, Wiklander eller Gun-Britt Holmgren. Några tidigare framstegspartister gick till SD och lade ner sitt lokalparti Svensk Samling efter att ha misslyckats i valet 1998.
Övriga kommunavdelningar, inklusive partiledaren Tony Wiklanders avdelning i Åstorp, avvaktade till efter delningen av Sverigedemokraterna 2001 för att därefter ansluta sig till Sverigedemokraterna. Andra personer som tidigare varit aktiva inom Framstegspartiet övergick till Nationaldemokraterna.
I Åstorp bildades Kommunens framtid som en ersättare inför valet 2002. Tony Wiklander stod på SD:s riksdagslista.